# Estadio Ciudad de Santiago del Estero
El Estadio Ciudad de Santiago del Estero, también conocido como Estadio Ciudad de Quimsa o simplemente Estadio Ciudad, es un estadio deportivo cerrado localizado en Santiago del Estero, Argentina. Se utiliza sobre todo para el baloncesto y es el escenario principal de Quimsa que disputa sus encuentros como local por la Liga Nacional de Basquet. Su capacidad total es de 5.200 personas.

## Historia

### Fundación
Fue fundado en 1991, el estadio que perteneció en un principio al Club Estudiantes Unidos, uno de los tres equipos que actualmente conforman Quimsa. Fue refaccionado con el dinero obtenido por la venta de los predios del Inti Club y del Santiago Básquetbol Club, las dos restantes partes de la fusión.
Desde 2013 cuenta con sistema de refrigeración, mismo año que se le refaccionaron el piso flotante y las tribunas.
El 27 de septiembre de 2016, inauguran el nuevo parquet de su estadio y se colocaron pisos «Robbins», los mismos que son utilizados en la NBA y NCAA.
En 2017 hicieron mejoras en el estadio acondicionando con un nuevo sistema lumínico reemplazando las lámparas de mercurio halogenado por las lámparas de tecnología LED.
El 9 de octubre de 2021, estrenó la renovación de sus instalacciones tras las ampliaciones y remodelaciones, pese a sus logros deportivos, a lo largo de los años fue creciendo con importantes mejoras en la infraestructura con el fin de dejar en condiciones para ser elegido como sede de eventos internacionales.
En 2009 el estadio fue sede de la final de la Liga Sudamericana de Clubes 2009 donde fue campeón Quimsa. Un año después fue utilizado como sede de la final de la Copa Argentina de Básquet 2010.
A finales de 2014 fue utilizado como sede para las semifinales y final del Torneo Súper 8 donde el ganador fue el local, Quimsa.
En 2018 se disputó la final del Liga de Desarrollo 2017-18 y en el Torneo Súper 20, donde el equipo local fue ganador en ambos campeonatos.
En 2023 fue usado como sede de la final de la Liga Nacional de Básquet 2022-23 en la que también ganó el equipo local y de la Liga Sudamericana de Baloncesto Femenino.